# 2040年5月26日月食
2040年5月26日月食为一次將在协调世界时2040年5月26日出現的月全食。該次月食半影食分為2.519、全影食分為1.541。偏食維持了106分，全食維持46分。

## 概述
這次月食的食分是16.26，偏食維持了106分，全食維持46分。

## 基本參數
- 類型：月全食
- 食甚資料：
  - 日期：2040年5月26日
  - 時間：11:45
  - 月球位置：赤經16.26度、赤緯-21.5度
  - 食分：半影食分：2.519、全影食分：1.541
  - 持續時間：偏食106分、全食46分

## 外部連結
- NASA月食專頁（页面存档备份，存于）（英文）